# Juan Luis Bastero de Eleizalde
Juan Luis Bastero de Eleizalde (ur. 1942 w Bermeo, Bizkaia) – hiszpański kapłan prałatury Opus Dei, emerytowany profesor mariologii na Uniwersytecie Nawarry (Hiszpania), inżynier marynarki, doktor teologii. Autor artykułów i książek teologicznych o Matce Bożej, przetłumaczonych na wiele języków świata.

## Życiorys
W roku 1974 przyjął święcenia kapłańskie. Uzyskał licencjat (1974) i doktorat (1976) z zakresu teologii dogmatycznej na Wydziale Teologicznym Uniwersytetu Nawarry.
Jest członkiem Hiszpańskiego Towarzystwa Mariologicznego i Papieskiej Międzynarodowej Akademii Mariologicznej.

## Publikacje
Jest autorem licznych artykułów i książek, z których ukazała się w kilku językach. W języku polskim ukazały się:
- Życie Maryi, wyd. W drodze, Poznań 2020, 328 s., ISBN 978-83-7906-377-2